# Bataille de Diabaly
Guerre du Mali
Batailles
La bataille de Diabaly se déroule lors de la guerre du Mali. Elle débute le 14 janvier 2013 par l'attaque et la prise rapide de la ville de Diabaly par les djihadistes d'Ansar Dine, d'AQMI et du MUJAO. Cette prise provoque une réaction rapide de l'aviation française qui bombarde la ville et ses environs pendant trois jours. Les djihadistes abandonnent Diabaly le 17 janvier et les forces maliennes et françaises la reprennent sans combattre le 21 janvier.

## Forces en présence
L'offensive djihadiste sur Diabaly est lancée parallèlement à celle sur Konna. Contrairement à Konna, où les assaillants avaient mené l'attaque en petits groupes dispersés, les islamistes se dirigent vers Diabaly en colonnes de pick-up,. Leurs forces sont constituées de contingents issus de tous les groupes djihadistes présents au Mali : Ansar Dine, le MUJAO, AQMI et même quelques hommes de Boko Haram.
L'armée malienne dispose dans la place d'un camp militaire et d'une garnison de 400 hommes commandée par le colonel Sogoba,,. Le premier jour du combat, un hélicoptère est également envoyé en urgence à Diabaly.
Le nombre de djihadistes engagés dans la bataille n'est pas connu avec exactitude. Selon Jean-Paul Mari, reporter pour Le Nouvel Observateur, les forces islamistes lancent l'assaut sur Diabaly avec 400 hommes et 47 pick-up,,. Parmi eux figurent des Arabes, des Touaregs, des Bambaras, des Bellas et des noirs francophones et anglophones,. Le 15 janvier, le ministre français de la Défense, Jean-Yves Le Drian, déclare que les forces islamistes déployées dans cette zone font partie des « groupes les plus durs, les plus fanatiques, les mieux organisés, les plus déterminés et les mieux armés », il estime le nombre des combattants « à plusieurs centaines, plus d'un millier - 1.200, 1.300 - [...] avec peut-être des renforts demain ». Réfugié à Bamako, le maire de Diabaly déclare le 17 janvier qu'environ 2 000 islamistes occupent Diabaly. Le préfet du cercle de Niono, Seydou Traoré, chiffre de son à côté à 100 le nombre de véhicules des djihadistes peu avant la fin de la bataille.
Abou Zeïd, le chef de la katiba Tarik Ibn Ziyad d'Al-Qaïda au Maghreb islamique, mène l'assaut sur la ville. D'après Jean-Paul Mari, le commandant des djihadistes à Diabaly est Ousmane Haïdara, un ancien officier de l'armée malienne qui a commandé la garnison de Diabaly de 2007 à 2009 et connaît parfaitement le terrain. Le reporter du Monde, Jean-Philippe Rémy, évoque également « un certain commandant Ousmane », ancien rebelle touareg passé à Ansar Eddine. Il pourrait s'agir d'Haroune Ag Saïd, dit Abou Jemal,.

## Déroulement

### Prise de la ville par les djihadistes
Après s'être rassemblés début janvier à Bambara Maoudé,, les djihadistes d'Ansar Dine, du MUJAO, d'AQMI et de Boko Haram passent à l'offensive au sud du Mali,. Un groupe attaque la ville de Konna, tandis qu'un autre, divisé en deux ou trois colonnes, contourne les positions de l'armée malienne en passant par la Mauritanie, afin d'attaquer Diabaly,.
Les Maliens sont prévenus par les Français de l'imminence de l'attaque, le commandant de la garnison divise alors ses forces en trois groupes pour tenir les villages situés sur les axes qui mènent à Diabaly,. Des troupes défendent également le camp militaire, en réalité très faiblement fortifié, situé à l'intérieur de la ville. Alors que leurs avions surveillent la progression des islamistes, les Français envoient le 13 janvier deux hélicoptères Caracal à Diabaly. Ces derniers déposent des soldats des forces spéciales chargés de guider les frappes aériennes et une équipe médicale. Le COS conseille aux Maliens de surtout tenir les deux ponts qui enjambent le canal à l'ouest et au sud-ouest de la ville.
Le soir du 13 janvier, les djihadistes sont aux abords de Diabaly et campent pour la nuit. Le lendemain, après avoir fait leurs prières, ils passent à l'attaque à six heures du matin,. Leur première tentative est repoussée, mais ils repartent à l'assaut à 7 h 45. Les djihadistes abordent la ville par le sud, détruisent un blindé, puis filent vers l'ouest le long du canal,. Ils s'emparent des postes militaires qui défendent les ponts, traversent le canal, puis pénètrent dans la ville,. Les chasseurs Mirage, ralentis par le problème technique d'un ravitailleur, arrivent trop tard à quelques minutes près. Une fois à l'intérieur de Diabaly, les djihadistes se divisent en deux groupes : l'un se porte vers la grande place publique et le camp militaire, l'autre en direction des positions maliennes à l'est de la ville. Les défenses maliennes craquent totalement et les soldats se débandent,. Les Français, également postés à l'est, regagnent en vitesse leurs Caracal et se replient. À 9 heures, après moins de trois heures de combats, les djihadistes sont maîtres de la ville,.
Pendant le reste de la journée, les djihadistes ratissent les rues pour annoncer aux habitants qu'ils vont mettre en place la charia. La mairie, des bâtiments officiels et l'église chrétienne sont pillés. Les assaillants s'emparent également d'une assez grande quantité de munitions et de carburant.

### Contre-offensive franco-malienne

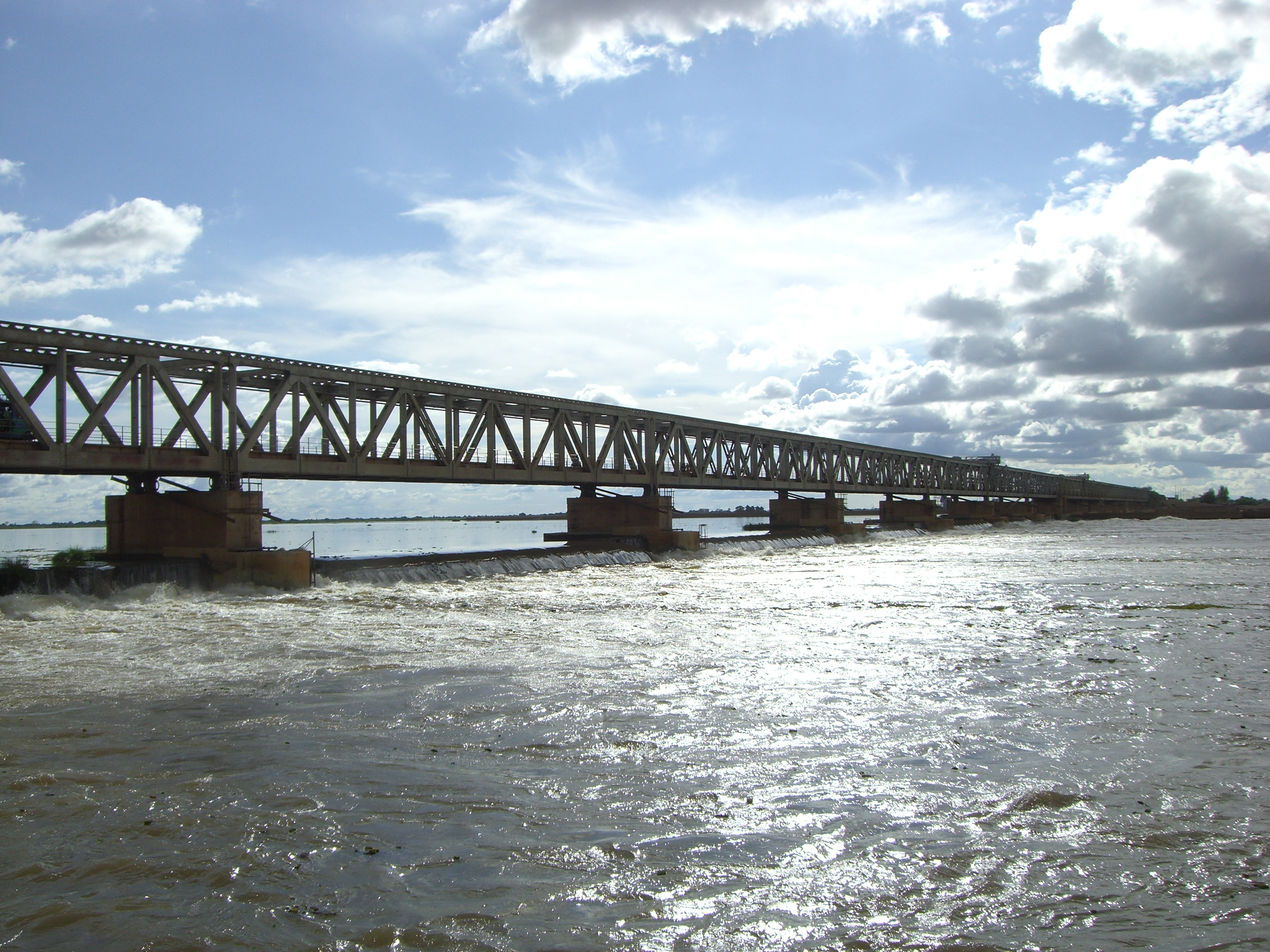
Vue du pont-barrage de Markala en 2008.

Avec la prise de Diabaly, les djihadistes menacent alors Markala et son pont-barrage qui enjambe le fleuve Niger. S'ils s'en emparent, ils peuvent alors attaquer au sud Ségou, la dernière grande ville avant Bamako, ou bien à l'est Mopti et Sévaré, où sont basées les troupes maliennes toujours engagées dans la bataille de Konna. Les Français expédient alors en urgence 31 hommes des forces spéciales à Markala, mais la position est jugée fragile, les soldats maliens qui assurent sa défense sont totalement démoralisés.
Les Français mènent alors des raids aériens sur Diabaly pour dissuader les djihadistes de se porter plus au sud. Ils mobilisent des avions Rafale, Mirage 2000D et Mirage F1 CR, un hélicoptère hélicoptère Tigre et des hélicoptères Gazelle du 4e RHFS,. Dès la nuit du 14 au 15 janvier, les Rafale et les Mirage mènent huit missions contre une douzaine d'objectifs dans les environs de Diabaly, tandis qu'un hélicoptère Tigre détruit huit pick-up, dont six armés. Selon une source militaire malienne de l'AFP, au moins cinq rebelles islamistes sont également tués et plusieurs autres blessés. La nuit suivante, le Tigre frappe encore un blindé BRDM-2, trois pick-up et deux camions, tandis qu'un hélicoptère Gazelle se charge d'un BM-21. Le 16 janvier, les avions de combat et les hélicoptères français poursuivent leurs frappes et détruisent une dizaine d’objectifs ciblés au cours d’une douzaine de sorties dans la région de Diabaly.
Pendant ce temps, l'armée française engage un premier sous-GTIA motorisé, baptisé le « Groupement interarmes Sirwa » (GRA Sirwa), chargé de sécuriser le barrage hydraulique de Markala,,. Composé d'une compagnie de 15 VAB du 21e régiment d'infanterie de marine (21e RIMa) et d'un peloton de trois blindés ERC-90 Sagaie du 1er régiment étranger de cavalerie (1er REC), le détachement, fort de 180 soldats commandés par le lieutenant-colonel Frédéric, quitte Bamako le soir du 15 janvier,,,. La colonne parcourt 300 kilomètres en douze heures sur des routes dont la construction est pour la plupart inachevée,. En chemin, les soldats français sont acclamés par la population malienne,. Ils finissent par atteindre Markala à l'aube du 16 janvier,. Le sous-GTIA prend alors la relève des forces spéciales et renforce la défense du pont aux côtés des soldats maliens en prenant position sur les deux rives du fleuve Niger. Le COS estime alors que certains pick-up djihadistes seraient à 20 kilomètres de Markala.
Après l'arrivée du GRA Sirwa à Markala, les forces spéciales se portent plus en avant et prennent la route de Diabaly, située 90 kilomètres plus au nord. Elles quittent Markala le 17 janvier à cinq heures du matin. Peu après avoir quitté la ville, elles repèrent un blindé BTR-60 ou BRDM-2 totalement immobile. Par précaution, ce dernier est détruit par un Mirage F1. Les forces spéciales reprennent ensuite leur route et entrent dans la ville de Niono, située à 60 kilomètres au sud Diabaly, et qui n'était contrôlée ni par l'armée malienne, ni par les djihadistes,,. Quelques accrochages ont ensuite lieu entre les forces spéciales françaises et les djihadistes dans les environs de Diabaly,.

Le soir du 17 janvier, un C-130 repère un groupe de 10 véhicules se repliant de Diabaly vers Léré. Après avoir été suivis sur une certaine distance, les djihadistes finissent par repérer l'avion, probablement à cause du bruit. Les pick-up se dispersent mais l'un d'eux se renverse accidentellement. Les autres véhicules se précipitent alors pour lui porter secours mais un hélicoptère Tigre français surgit à ce moment-là. L'appareil ouvre le feu sur les djihadistes rassemblés et fait un carnage, six pick-up sont détruits et 65 djihadistes sont tués. Environ quarante minutes plus tard, un Mirage 2000D ayant décollé à Bamako bombarde deux autres véhicules, faisant dix morts chez les salafistes.
À Diabaly, le camp militaire est totalement ravagé par les bombardements,. Les djihadistes tentent de dissimuler leurs pick-up dans des cours et des ruelles, en les camouflant avec des branchages tandis que les combattants se réfugient dans les habitations afin d'échapper aux tirs des hélicoptères. Les Français ne lancent pas d'assaut immédiat, évoquant les risques pour les civils dont les maisons servent de retranchement aux islamistes. Impuissants contre les frappes aériennes, Abou Zeïd et ses hommes abandonnent Diabaly le soir du 17 janvier et se replient sur Sokolo ou Léré,,.
Le 19 janvier, les troupes franco-maliennes positionnées à Markala se mettent en mouvement. La colonne, commandée par le lieutenant-colonel français Frédéric E. et le colonel malien Sogoba, entre dans la ville de Niono le 20 janvier,,,,,. Enfin, le 21 janvier, les Maliens et les Français entrent dans Diabaly acclamés par la population,,,. Dans les environs de la ville, les soldats aperçoivent encore des véhicules suspects prenant la fuite, mais ils ne rencontrent pas de résistance,.

## Pertes
Les pertes du combat ne sont pas connues, aucun bilan officiel n'est communiqué. D'après le gouvernement malien, 37 de ses soldats ont été tués et 138 blessés dans l'ensemble des combats livrés entre le 11 janvier et le 26 février 2013. Parmi ces derniers, onze sont morts à la bataille de Konna et quatre ont été tués par l'explosion d'une mine entre Hombori et Gossi, la nuit du 30 au 31 janvier,. Réfugié à Bamako, le maire de Diabaly fait mention de trois soldats maliens, tués au bord d'un route. Selon Amnesty International, cinq soldats maliens blessés et un civil ont été exécutés sommairement par des islamistes à Diabaly les 14 et 15 janvier. Pour Kim Sengupta, envoyé spécial pour le journal The Independent, une douzaine de militaires maliens sont morts au cours de la bataille. L'hôpital de Niono a également reçu 38 blessés, civils et militaires.
Le 22 janvier, Maria Malagardis, envoyée spéciale pour le journal français Libération indique que selon des témoignages d'habitants une cinquantaine d'islamistes auraient été tués dans la ville de Diabaly : « Les gens sur place m’ont dit qu’il y avait une cinquantaine de morts chez les islamistes, qui avaient emporté leurs corps, et deux du côté de la population, mais c’est invérifiable ». Quelques jours après le combat, Alan Boswell, correspondant pour le journal américain The McClatchy Company, rapporte qu'un habitant de la ville affirme avoir entendu de sa fenêtre un rebelle parler au téléphone satellite avant le bombardement final, ce dernier aurait déclaré que les pertes étaient alors de 47 morts. Selon le maire de Diabaly, les corps des islamistes tués sont enterrés au cimetière de la ville, mais d'après le reporter Jean-Paul Mari, les djihadistes  ont enterré les corps de leurs camarades dans une forêt de manguiers à l’écart de la ville. De plus, selon Jean-Christophe Notin, qui s'appuie sur les déclarations de militaires français, 75 djihadistes ont été tués le soir du 17 janvier par des frappes aériennes et les tirs d'un hélicoptère, alors qu'ils se repliaient de Diabaly vers Léré
De son côté Ansar Dine déclare le 19 janvier avoir tué 60 soldats maliens, dont 25 à Konna le 10 janvier, et ne reconnaît qu'une perte de 8 hommes pour l'ensemble des combats livrés depuis le 10 janvier,,.

Selon Salif Ouedrago, responsable de l'Office du Niger à Diabaly, huit véhicules des combattants islamistes ont été détruits par les frappes françaises à la date du 17 janvier, tandis que le maire de Diabaly déclare le même jour que 33 pick-ups armés ont été détruits. Deux blindés appartenant aux djihadistes, un BRDM-2 et un BTR-60 sont également détruits à Diabaly.

### Vidéographie
- [vidéo] Les troupes françaises et maliennes unies à Niono, Euronews, 20 janvier 2013.
- [vidéo] Les premières images de Diabali, la ville sur la ligne de front, Francetvinfo, 20 janvier 2013.
- [vidéo] Diabali et Douentza reprises par les armées maliennes et françaises, Euronews, 21 janvier 2013.
- [vidéo] Mali : Diabali libéré, les démineurs déployés, Euronews, 21 janvier 2013.
- [vidéo] Mali: soldats français et maliens salués à Diabali, AFP, 22 janvier 2013.
- [vidéo] Mali: Destructions à Diabali après les combats, Alqarra TV, 22 janvier 2013.